# James Finney
James Finney (Hereford, 1924. augusztus 17. – Hereford, 2008. április 1.) angol nemzetközi labdarúgó-játékvezető. Becézett névváltozata: James (Jim) Finney

## Pályafutása

### Nemzeti játékvezetés
1959-ben lett az I. Liga játékvezetője. Hazájában kiválóan foglalkoztatott játékvezető, úgy tartották, hogy az öt (korabeli) angol éljátékvezető közül az egyik, aki pályafutása idején FA-kupadöntőt vezethet. Az aktív játékvezető pályafutása 1972-ben, egy autóbaleset miatti sérülés következtében ért véget.

#### Nemzeti kupamérkőzések
Vezetett kupadöntők száma: 2.

##### FA-kupa
| Időpont        | Helyszín                | Mérkőzés típusa | Mérkőzés                        | Eredmény | Nézők száma |
| -------------- | ----------------------- | --------------- | ------------------------------- | -------- | ----------- |
| 1962. május 5. | Wembley Stadion, London | döntő           | Tottenham Hotspur FC–Burnley FC | 3 : 1    | 100 000     |

##### Angol labdarúgó-ligakupa
| Időpont           | Helyszín                | Mérkőzés típusa | Mérkőzés                            | Eredmény | Nézők száma |
| ----------------- | ----------------------- | --------------- | ----------------------------------- | -------- | ----------- |
| 1971. február 27. | Wembley Stadion, London | döntő           | Tottenham Hotspur FC–Aston Villa FC | 2 – 0    | 100 000     |

### Nemzetközi játékvezetés
Az Angol labdarúgó-szövetség (FA) Játékvezető Bizottsága (JB) terjesztette fel nemzetközi játékvezetőnek, a Nemzetközi Labdarúgó-szövetség (FIFA) 1961-től tartotta nyilván bírói keretében. A FIFA JB központi nyelvei közül a angolt beszélte. Több nemzetek közötti válogatott és klubmérkőzést vezetett, vagy működő társának partbíróként segített. Az angol nemzetközi játékvezetők rangsorában, a világbajnokság-Európa-bajnokság sorrendjében többedmagával a 17. helyet foglalja el 5 találkozó szolgálatával. Az aktív nemzetközi játékvezetéstől 1970-ben búcsúzott. Válogatott mérkőzéseinek száma: 17.

#### Labdarúgó-világbajnokság
A világbajnoki döntőhöz vezető úton Angliába a VIII., az 1966-os labdarúgó-világbajnokságra a FIFA JB bíróként alkalmazta. A FIFA JB elvárása szerint, ha nem vezetett, akkor valamelyik működő társának partbíróként segített. Kettő csoportmérkőzésen tevékenykedett, az egyiken egyes számú besorolást kapott, játékvezetői sérülés esetén továbbvezethette volna a találkozót. Világbajnokságokon vezetett mérkőzéseinek száma: 1 + 2 (partbíró).

##### 1966-os labdarúgó-világbajnokság

###### Világbajnoki mérkőzés
| Időpont          | Helyszín                        | Mérkőzés típusa   | Mérkőzés            | Eredmény | Nézők száma |
| ---------------- | ------------------------------- | ----------------- | ------------------- | -------- | ----------- |
| 1966. július 23. | Hillsborough Stadion, Sheffield | egyik negyeddöntő | Németország–Uruguay | 4 : 0    | 34 000      |

#### Labdarúgó-Európa-bajnokság
Kettő európai-labdarúgó torna döntőjéhez vezető úton Spanyolországba az II., az 1964-es labdarúgó-Európa-bajnokságra és Olaszországba a III., az 1968-as labdarúgó-Európa-bajnokságra az UEFA JB játékvezetőként foglalkoztatta.

##### 1964-es labdarúgó-Európa-bajnokság

###### Európa-bajnoki mérkőzés
| Időpont         | Helyszín                   | Mérkőzés típusa   | Mérkőzés               | Eredmény | Nézők száma |
| --------------- | -------------------------- | ----------------- | ---------------------- | -------- | ----------- |
| 1964. május 13. | Råsunda Stadion, Stockholm | egyik negyeddöntő | Svédország–Szovjetunió | 1 : 1    | 37 525      |

##### 1968-as labdarúgó-Európa-bajnokság

###### Selejtező mérkőzés
| Időpont            | Helyszín                       | Mérkőzés típusa           | Mérkőzés              | Eredmény | Nézők száma |
| ------------------ | ------------------------------ | ------------------------- | --------------------- | -------- | ----------- |
| 1966. november 2.  | Köztársasági Stadion, Bukarest | előselejtező (6. csoport) | Románia–Svájc         | 4 : 2    | 15 000      |
| 1967. október 21.  | Windsor Park Stadion, Belfast  | előselejtező (8. csoport) | Észak-Írország–Skócia | 1 : 0    | 55 000      |
| 1967. november 22. | Hampden Park Stadion, Glasgow  | előselejtező (8. csoport) | Skócia–Wales          | 3 : 2    | 57 472      |

#### Brit bajnokság
1882-ben az Egyesült Királyság brit tagállamainak négy szövetség úgy döntött, hogy létrehoznak egy évente megrendezésre kerülő bajnokságot egymás között. Az utolsó bajnoki idényt 1983-ban tartották meg.
| Időpont            | Helyszín                      | Mérkőzés típusa | Mérkőzés        | Eredmény |
| ------------------ | ----------------------------- | --------------- | --------------- | -------- |
| 1961. október 7.   | Windsor Park, Belfast         | csoportmérkőzés | Írország–Skócia | 1 : 6    |
| 1962. november 7.  | Hampden Park Stadion, Glasgow | csoportmérkőzés | Skócia–Írország | 5 : 1    |
| 1965. november 24. | Hampden Park Stadion, Glasgow | csoportmérkőzés | Skócia–Wales    | 4 : 1    |
| 1969. május 3.     | Racecourse Stadion, Wrexham   | csoportmérkőzés | Wales–Skócia    | 3 : 5    |

#### Nemzetközi kupamérkőzések

##### Bajnokcsapatok Európa-kupája
Az Európai Labdarúgó-szövetség (UEFA) Játékvezető Bizottsága (JB) 1971-ben kijelölte a kupadöntő vezetésére, de hazájában sajnálatos módon egy autóbalesetben súlyosan megsérült.

## Sportvezetőként
Pályafutását befejezve a Hereford United FC-nál, majd a Cardiff City FC-nél volt csapattitkár.

## Sikerei, díjai
1971-ben a FA Kupa-döntő utáni fogadáson Őfelsége II. Erzsébet brit királynő-től egy Aranyplakettet kapott.

## Külső hivatkozások
- James Finney. World Referee. [2011. szeptember 21-i dátummal az eredetiből archiválva]. (Hozzáférés: 2010. november 28.)
- James Finney. scoreshelf.com. (Hozzáférés: 2010. november 28.)[halott link]
- James Finney. zerozerofootball.com. (Hozzáférés: 2010. november 28.)[halott link]
- James Finney. footballdatabase.eu. (Hozzáférés: 2010. november 28.)
- James Finney. eu-football.info. (Hozzáférés: 2015. március 2.)

| Elődje: J. Kelly | FA-kupa döntő 1961–1962 | Utódja: Kenneth Aston |

| Elődje: V. James (York) | Angol labdarúgó-ligakupa döntő 1970–1971 | Utódja: Norman Burtenshaw |